# Isle of Mull Railway
| Streckenlänge:                                                             | 2 km         |                  |                  |
| Spurweite:                                                                 | 260 mm       |                  |                  |
|                                                                            |              |                  |                  |
| Schottland:                                                                | Isle of Mull |                  |                  |
| Betriebsstellen                                                            |              |                  |                  |
| \| \| \| Craignure ⊙ \| \| \| \| Ausweiche \| \| \| \| Torosay Castle ⊙ \| |              |                  |                  |
| Kopfbahnhof Streckenanfang (Strecke außer Betrieb)                         |              | Craignure ⊙      | Craignure ⊙      |
|                                                                            |              | Ausweiche        |                  |
| Kopfbahnhof Streckenende (Strecke außer Betrieb)                           |              | Torosay Castle ⊙ | Torosay Castle ⊙ |

Die Isle of Mull Railway war eine Miniatureisenbahn auf der Isle of Mull, einer Insel der zu Schottland gehörenden Inneren Hebriden. Sie hatte eine Spurweite von 10¼ Zoll und führte auf einer Länge von 1¼ Meilen vom Fähranleger in Craignure nach Torosay Castle. Sie wurde 1983 unter dem Namen Mull and West Highland Railway eröffnet, der reguläre Betrieb endete im Oktober 2010. Die Strecke wurde als Schottlands einzige Inselbahn für den Personenverkehr vermarktet.

## Geschichte

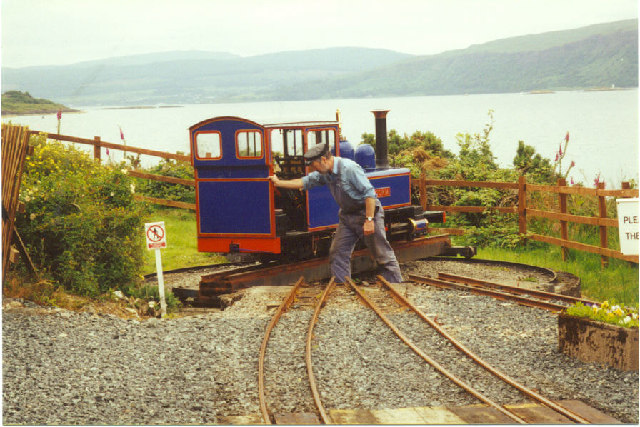
Station Craignure

Im Jahr 1975 entschied der seinerzeitige Eigentümer von Torosay Castle, der Politiker David James, Schloss und Gärten für die Öffentlichkeit zugänglich zu machen. Der Geschäftsmann (und Eisenbahnfreund) Graham Ellis empfahl den Bau einer Schmalspurbahn zum Transport der Besucher vom Fähranleger zum 1,5 Meilen entfernten Schloss und erwartete, dass auch die Bahn selbst zur Touristenattraktion werden könnte.
Obwohl die Baugenehmigung bereits 1975 erteilt wurde, begannen die Bauarbeiten erst im April 1982. Die Strecke war im Mai 1983 fertiggestellt und der erste Probezug fuhr am 22. Mai des gleichen Jahres. Am 18. August 1983 fuhr der erste Personenzug, am 22. Juni des folgenden Jahres wurde der planmäßige Betrieb aufgenommen. Bis zum Jahr 2010 nutzten jährlich mehr als 25.000 Passagiere die Bahn.
Im Jahr 2010 wurde Torosay Castle zum Verkauf angeboten. Wegen der Unsicherheit über die Zukunft des Anwesens kündigte die Mull and West Highland Railway Company die Einstellung des Betriebes zum 28. Oktober 2010 an. Einen Monat später wurde bekannt, dass die Gesellschaft die Verlegung der Bahn beabsichtigte.
Als letzter Betriebstag war der 4. Dezember 2010 vorgesehen. Die Fährgesellschaft Caledonian MacBrayne unterstützte die Abschiedsfeierlichkeiten mit Sondertickets zur Insel und ließ Erinnerungsplakate drucken. Der allerletzte Zug wurde von den Gründern der Bahn, Martin Eastwood und Graham Ellis, gefahren. Er fuhr in Doppeltraktion mit Lady of the Isles und Victoria, wobei erstere ein Schild mit Balamory Express an der Stirnseite führte. Das gesamte Rollmaterial der Bahn befand sich im Zug.
Die Schließung der Bahnstrecke wurde vom lokalen Tourismusbüro als „signifikanter Schlag für den Tourismus auf der Insel und dem Festland beschrieben.“ Chris James, Besitzer des Torosay Castles, kritisierte die Betreiber der Bahnstrecke und bemängelte, er „habe sie für 30 Jahre kostenlos mit den Zügen spielen lassen.“
Im Jahr 2011 wurde bekannt, dass sich noch kein Käufer für Torosay Castle gefunden hat. In diesem Jahr sollte das Schloss nicht wie bisher an 245, sondern nur noch an 45 Tagen geöffnet sein, was für einen wirtschaftlichen Betrieb der Bahn jedoch nicht ausreichte.
Die Anlagen der Bahn waren 2011 noch vorhanden, so dass während der Osterferien der Betrieb in reduziertem Umfang nochmals aufgenommen werden konnte. Im Jahr 2013 waren die Anlagen der Bahn entfernt. Das Material und die Fahrzeuge waren in Einzellosen verkauft worden. Über eine Verlegung der Bahn nach Balloch wurde diskutiert, sie wurde aber nicht verwirklicht. 2015 wurden alle verbliebenen Fahrzeuge und Gleisanlagen an den Betreiber der Rudyard Lake Steam Railway verkauft. Abbau und Transport erfolgten im  Frühjahr 2016.

## Rollmaterial

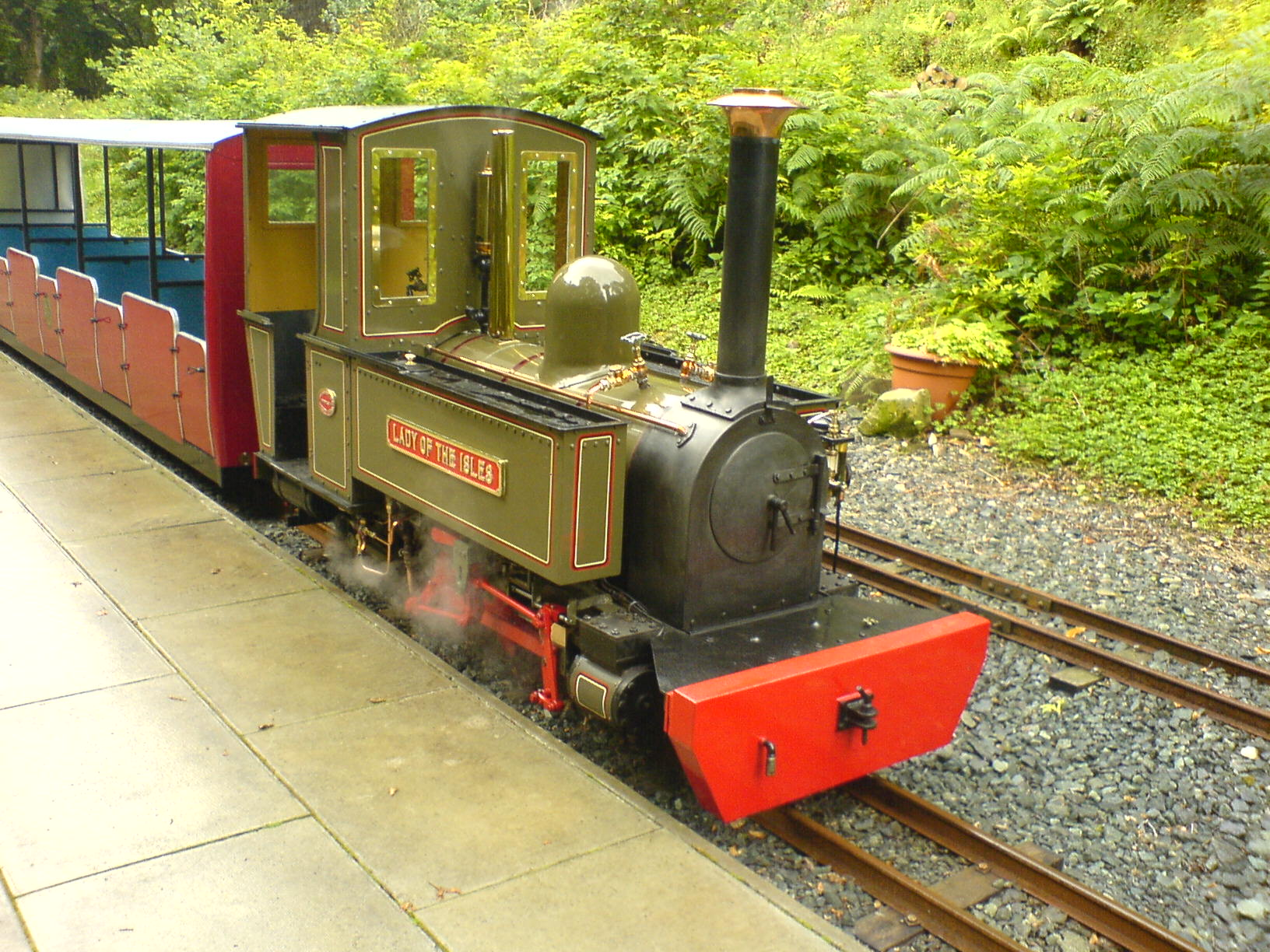
Lady of the Isles

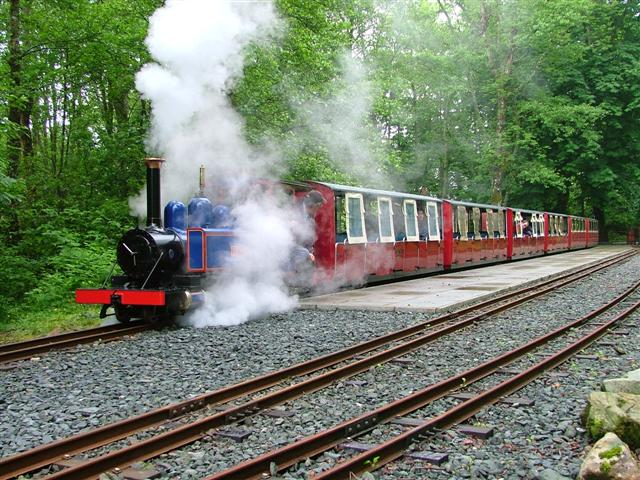
Victoria mit einem Personenzug

Insgesamt sechs Diesel- und Dampflokomotiven kamen auf der Anlage bisher zum Einsatz, sowie 12 Personenwagen mit Drehgestell und drei Güterwagen. Die Lokomotiven Glen Audlyn and Lady of the Isles wurden mittlerweile auf dem Festland abgestellt.

### Dampflokomotiven
- Die Lady of the Isles (2-6-4T), gebaut 1981, wurde vorher bei der Suffolk Miniature Railway in Kessingland eingesetzt. Der Bau der Lokomotive war beeinflusst durch eine andere Maschine von Roger Marsh, Trevithick, die nun auf dem Royal Victoria Railway eingesetzt wird.
- Victoria (2-6-2T) wurde 1993 von Mouse Boiler Works gebaut und basiert auf einer von Baldwin gebauten Lokomotive, die auf dem Puffing Billy Railway in Australien im Einsatz ist.
- Waverley (4-4-2) wurde 1948 von David Curwen gebaut. Ursprünglich wurde sie Black Prince genannt und war auf einer Bahnstrecke in Weymouth, Dorset eingesetzt. Waverley befindet sich als Dauerleihgabe nun bei den Rudyard Lake Steam Railway, in Staffordshire, und wurde grün umlackiert.

### Diesellokomotiven
- Frances mit zwei angetriebenen Drehgestellen, wurde 1999 von Mouse Boiler Works gebaut und wird von einem Perkins 1000 Dieselmotor über ein Strömungsgetriebe angetrieben. Gewicht 2 Tonnen.
- Glen Audlyn mit zwei angetriebenen Drehgestellen wurde 1986 auf der Insel Mull von Bob Davies gebaut. Antrieb von einem Perkins 4108 Dieselmotor aus einem Commer-Fahrzeug über ein Strömungsgetriebe.
- The Green Diesel, ursprünglich auf dem Great Central Railway in Loughborough betrieben, basiert auf einer Class 26 Lokomotive und wird von einem Motor von Morris Minor über ein mechanisches Getriebe mit vier Vorwärts- und vier Rückwärtsgängen angetrieben.

## Fernsehen
Die Isle of Mull Railway kommt in einer Episode der zweiten Serie des CBeebies-Fernsehprogramms Balamory vor. Die Aufnahmen wurden im Herbst 2002 gemacht.